# Illuminés de Bavière
Pour les articles homonymes, voir Illuminati.
La section bavaroise de l'Ordre des Illuminés (ou Illuminati, en allemand Illuminatenorden) est une société secrète allemande du XVIIIe siècle qui se réclamait de la philosophie des Lumières (en allemand, Zeitalter der Aufklärung).
Fondée le 1er mai 1776 par le philosophe et théologien Adam Weishaupt à Ingolstadt, elle eut aussitôt à faire face à des dissensions internes avant d'être interdite par un édit du gouvernement bavarois en 1785 et de disparaître peu après.
De nombreux mythes et théories du complot ont prétendu que l'ordre survécut à son interdiction et qu'il serait responsable, entre autres, de la Révolution française, de complots contre l'Église catholique romaine ainsi que de la constitution d'un nouvel ordre mondial.

## Histoire

### Création

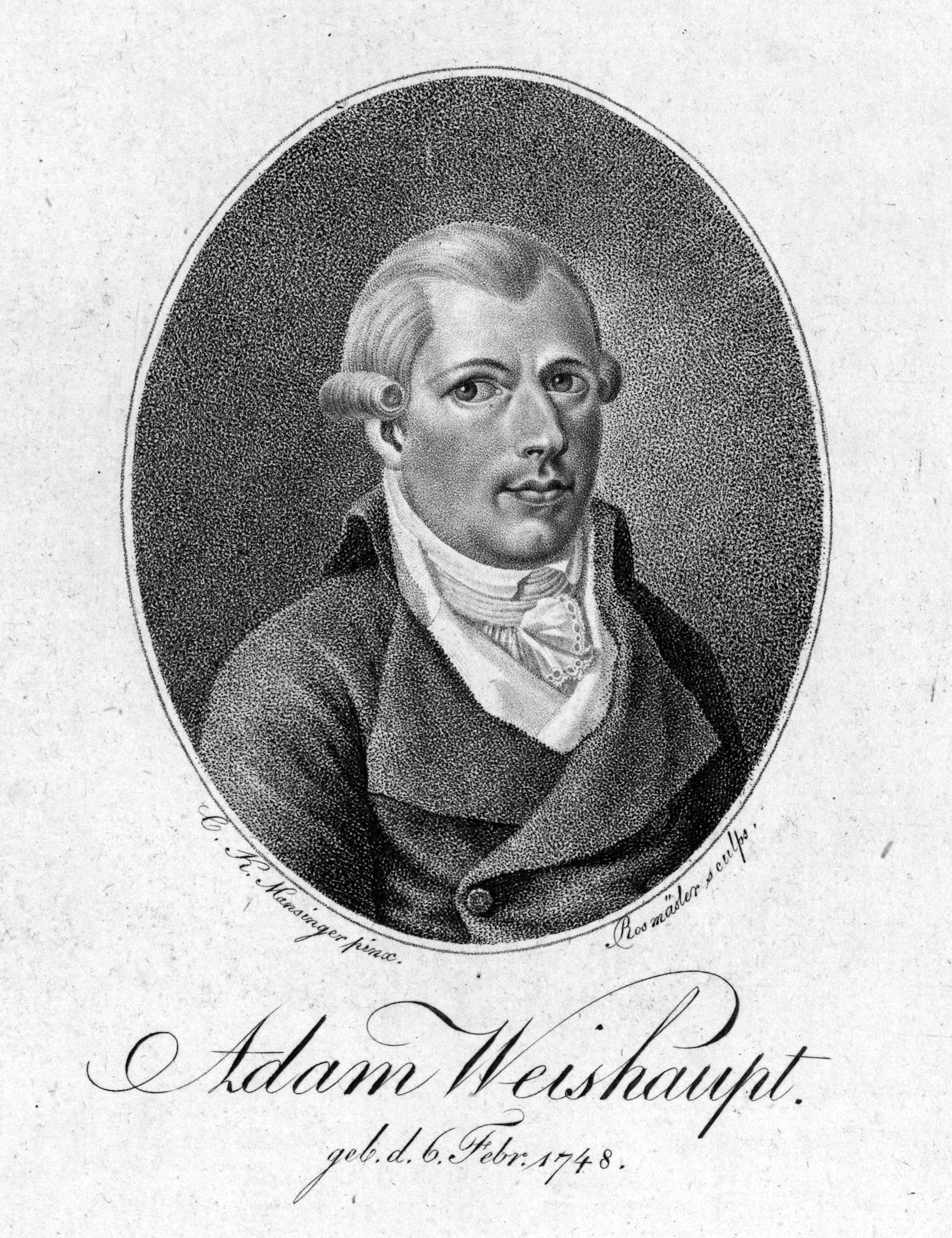
Adam Weishaupt, fondateur des Illuminés de Bavière.

Cette société, mouvement éphémère de libres penseurs, rationalistes et progressistes, la mouvance la plus radicale du siècle des Lumières a été fondée le 1er mai 1776 par Adam Weishaupt, professeur de droit canonique à l'université d'Ingolstadt, dans le royaume de Bavière, où l'Électeur conservateur Charles Théodore succéda en 1777 au progressiste et éclairé Maximilien III Joseph. 
Weishaupt avait l'intention de créer un Ordre où le savoir serait partagé et où des connaissances ésotériques pourraient être transmises aux membres des grades les plus élevés. 
Tout d'abord École secrète, le groupe fut d'abord baptisé Bund der Perfektibilisten (Union des Perfectibilistes) puis Illuminatenorden (Ordre des Illuminés).
Le but de cette société était d'encourager le perfectionnement de l'humanité selon les principes de liberté, d'égalité et de fraternité. D'après l'historien Stéphane François, Adam Weishaupt avait pour objectif, dans une Allemagne catholique « dominée par l'ordre des Jésuites, très conservateur, qui formaient les futures élites de l'État », de « devancer [les] forces conservatrices en formant une élite progressiste », et en particulier de lutter contre l'Ordre de Rose-Croix d'or d'ancien système (en allemand Alter und Mystischer Orden der Rosenkreuzer ), société secrète « paramaçonnique de nature conservatrice ».

### Organisation
Cette organisation pyramidale, même si son système contient les rituels des trois premiers degrés traditionnels de la franc-maçonnerie, s’en distingue fondamentalement par leur interprétation et le but qu’elle poursuit. Weishaupt y porte le titre de « général » et est assisté par un « Conseil suprême » formé de ses premiers compagnons, qu'il appelle « aréopagites ». 
Seule la direction de l'organisation connaît ses secrets et ses objectifs. Les nouveaux recrutés, les « Novices » doivent observer une période probatoire d'environ deux ans avant d'accéder au grade de « Minerval » après une initiation qui reprend des thèmes et des dénominations de l'antiquité. 
Le recrutement reste limité à la Bavière et ne dépasse pas quelques dizaines de membres jusqu'en 1780, date à laquelle Weishaupt décide de renforcer son organisation en reprenant certaines formes maçonniques, après avoir infiltré quelques loges allemandes, notamment la loge « À la Prudence », dans laquelle il entra en février 1777 bien qu'elle défendît des conceptions mystiques très différentes des siennes, et la loge « Théodore au Bon Conseil » de Munich, à laquelle s'affilièrent deux autres membres dirigeants de son ordre.

### Réorganisation: apport de Knigge

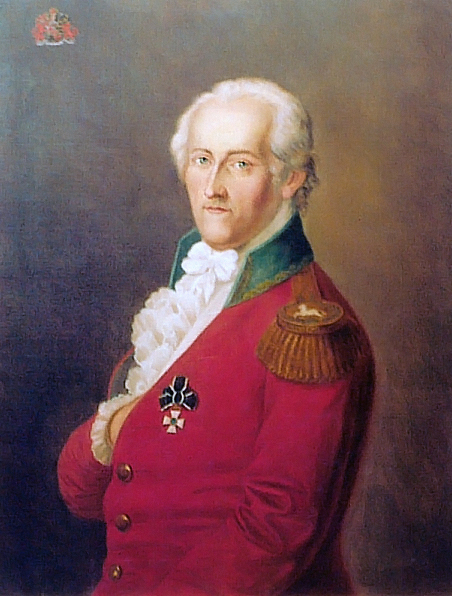
Adolf von Knigge.

Alors que le projet - soutenu par un étudiant fidèle au « General », Franz Xaver von Zwack -n’attire d'abord que « peu de personnes, surtout des proches et d'anciens élèves » d'Adam Weishaupt, le baron Adolf von Knigge rejoint le mouvement en 1780. Franc-maçon depuis 1773, il réorganise l'ordre des illuminaten en trois classes :
1. Première classe – Pépinière :
  - Cahier préparatoire
  - Noviciat
  - Minerval
  - Illuminé Mineur
2. Deuxième classe – Franc-maçonnerie :
  - Apprenti
  - Compagnon
  - Maître
  - Illuminé majeur ou Novice écossais
  - Illuminé dirigeant ou Chevalier écossais
3. Troisième classe – Mystères :
  - Petits Mystères - Prêtre
  - Petits Mystères - Régent ou Prince
  - Grands Mystères - Mage
  - Grands Mystères - Roi

Knigge donne à l'ordre une direction philosophique moins anticléricale et plus rousseauiste, fondée sur un idéal d'ascétisme et de retour de l'homme à l'état de nature.
De plus, « il décide qu'il faut investir les loges maçonniques pour y recruter de nouveaux membres », et « cible non pas de futurs fonctionnaires, mais des personnes qui sont déjà en poste », stratégie qui permet aux Illuminés de passer « de quelques dizaines de membres à plus de 1500 ».
Le 25 octobre 1782 est constituée une Grande Loge provinciale. La société atteint alors son apogée, se répandant dans les pays rhénans, en Autriche et en Suisse. Cependant, le conflit entre Knigge et Weishaupt s'envenime, et le premier, que le second accuse de « fanatisme religieux » se retire en avril 1784 en publiant un mémoire condamnant les conceptions anticléricales de Weishaupt et de la majorité des dirigeants de l'ordre.

### Répression

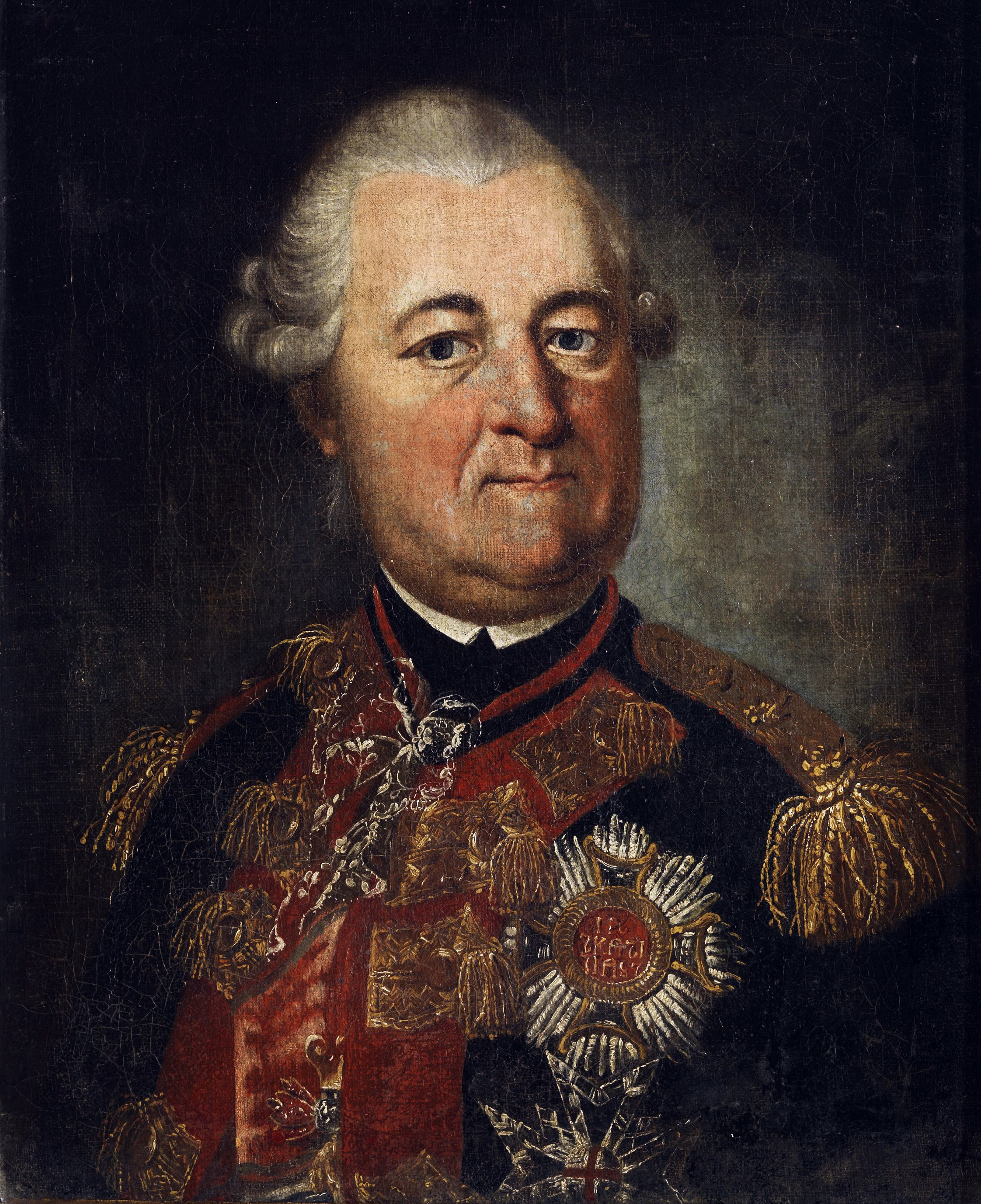
Charles Théodore de Bavière, prince-électeur et duc de Bavière, portrait de Karl Anton Hickel. Il approuva l'édit ordonnant la dissolution des Illuminés de Bavière.

À partir de 1782, « certains francs-maçons hostiles aux Illuminés dénoncent leur présence au sein des loges ».
En 1784, Joseph Marius von Babo, dans sa lettre Ueber Freymaurer, a accusé l'ordre bavarois des Illuminés de Bavière de vouloir commettre un complot contre l'État, et a été l'une des premières raisons de l'interdiction officielle et de l'autodissolution de l'ordre et de la persécution de ses membres.
Le 22 juin 1784, l'électeur de Bavière, Charles Théodore, bannit toutes les sociétés secrètes, ce qui inclut les Illuminati et la franc-maçonnerie. En février 1785, Weishaupt est destitué de sa chaire universitaire et banni de Bavière. Il se réfugie alors à Gotha, sous la protection du duc de Saxe, l'électeur Frédéric-Auguste III, (que Napoléon fera Frédéric-Auguste Ier, roi de Saxe).
C'est alors le journaliste Johann Bode qui devient de fait le chef de l'ordre. En 1787, il se rend en France, à Strasbourg, puis à Paris, où il rencontre des membres des « Philalèthes ». Selon son « Journal de voyage », certains d'entre eux constitueront alors un noyau secret de « Philadelphes », ressemblant aux Illuminaten allemands[pertinence contestée][source insuffisante].
Traqués, assimilés à des criminels, les Illuminés de Bavière disparaissent totalement du Sud de l'Allemagne dès 1786, seuls quelques foyers résistent en Saxe jusqu'en 1789.

## Membres
D'après une liste complète des membres sûrs et supposés de l'ordre des Illuminés de Bavière (ne sont donnés ici que les noms de membres sûrs).

## Théories conspirationnistes
Malgré la faible durée de vie de l'organisation (une décennie), les Illuminés de Bavière ont toujours eu une image ténébreuse dans l'histoire populaire, à cause des écrits de leurs opposants. Les allégations lugubres de théories conspirationnistes qui ont façonné la vision de la franc-maçonnerie ont pratiquement occulté les Illuminati. En 1798, l'abbé Augustin Barruel publia les Mémoires pour servir à l'histoire du jacobinisme qui soulignaient la théorie d’une grande conspiration regroupant les Templiers, les Rosicruciens, les Jacobins et les Illuminati. Simultanément et de manière indépendante, un Maçon écossais et professeur d'histoire naturelle, John Robison sortait en 1798 Les Preuves d'une conspiration contre l'ensemble des religions et des gouvernements d'Europe. Quand il vit le travail similaire réalisé par Barruel, il ajouta une multitude de notes pour compléter son essai. Robison prétendait montrer la preuve d'une conspiration des Illuminati œuvrant au remplacement de toutes les religions par l'humanisme et de toutes les nations par un gouvernement mondial unique.
La génèse de la théorie du complot s'appuie principalement sur :
- Dès 1786, Ernst August von Göchhausen, dans son livre Révélations sur le système politique cosmopolite, dénonça un complot maçonnique sous infiltration des Illuminés de Bavière manipulés par les jésuites et prédit d'« inévitables révolutions mondiales »[26] trois ans avant le déclenchement de la révolution française.
- En 1789, Jean-Pierre-Louis de Luchet, marquis de La Roche du Maine, dit aussi « le marquis de Luchet », publie son Essai sur la Secte des Illuminés[27] où il dénonce les dirigeants des Illuminés de Bavière comme contrôlant l'espace maçonnique européen en général et français en particulier[28].
- En 1798, l'abbé Augustin Barruel publia les Mémoires pour servir à l'histoire du Jacobinisme[29] qui soulignaient la théorie d'une grande conspiration regroupant les templiers, les rosicruciens, les francs-maçons, les jacobins et les illuminati[30]. Barruel attribue la paternité de la société des Illuminati autant à Adam Weishaupt qu'à Emmanuel Swedenborg, mystique suédois ; il affirme qu'elle existe toujours, qu'elle demeure très influente sur la franc-maçonnerie et qu'elle a pour projet la destruction de tout ordre et de toute religion[31]. Jean-Joseph Mounier lui apporte une réponse en 1801 en publiant De l'Influence attribuée aux philosophes, aux francs-maçons et aux illuminés sur la Révolution de France ; il se voit accusé par Barruel d'être un agent des Illuminati[31].
- En 1798, simultanément et de manière indépendante, un franc-maçon écossais, professeur d'histoire naturelle, John Robison sortait Les Preuves d’une conspiration contre l'ensemble des religions et des gouvernements d'Europe[32]. Quand il vit le travail similaire réalisé par Barruel, il ajouta une multitude de notes pour compléter son essai. Robison prétendait montrer la preuve d'une conspiration des Illuminati œuvrant au remplacement de toutes les religions par l'humanisme et de toutes les nations par un gouvernement mondial unique.

## Œuvres
Les écrits originaux des Illuminés de Bavière ont été republiés en deux volumes :
- (de) Die Illuminaten I – Originalschriften Der Illuminaten, 352 p.,  (ISBN 978-3937592015) présentation en ligne ;
- (de) Der Ächte Illuminat, Die Illuminaten II, 288 p.,  (ISBN 9783937592152) présentation en ligne.

Traduite en français, une collection complète a été publiée en 2017 :
- L'École secrète de sagesse : Rituels et doctrines authentiques des Illuminés, édition établie par Reinhard Markner et Josef Wäges, traduit par Lionel Duvoy, Paris, Dervy, 2017  (ISBN 979-10-242-0136-8).

Ainsi que la correspondance :
- (de) Die Korrespondenz des Illuminatenordens vol. 1, 1776-81, édité par Reinhard Markner, Monika Neugebauer-Wölk et Hermann Schüttler, Tübingen, Max Niemeyer, 2005, vol. 2, Berlin, De Gruyter, 2013.

Un écrit de Weishaupt a été traduit en français :
- Adam Weishaupt, Introduction à mon apologie suivi de Le véritable Illuminé ou les vrais rituels primitifs des Illuminés, en ligne  (ISBN 978-2-918863-03-8).

### Sources primaires
- François Labbé ( éd.), Correspondances maçonniques, 1777-1783 : franc-maçonnerie, illuminisme, Rose-Croix d'or, Stricte observance, Paris, Éditions Honoré Champion, coll. « Les dix-huitièmes siècles » (no 183), 2016, 350 p. (ISBN 978-2-7453-2851-9, présentation en ligne).